# SCサンタ・リタ
SCサンタ・リタ (ポルトガル語: Sport Club Santa Rita)は、ブラジル・アラゴアス州ボカ・ダ・マタを本拠地とするサッカークラブである。旧名はAAサンタ・リタ (ポルトガル語: Associação Atlética Santa Rita)。

## 歴史
1974年1月3日設立。アラゴアス州選手権では2部リーグにおいて過去3度（2007年、2009年、2013年）優勝している。2013年よりSCコリンチャンス・アラゴアーノと提携関係にある。アラゴアス州のクラブとしてはASA、CRBに次ぐ勢力に位置付けられている。

## タイトル

### 国内タイトル
- カンピオナート・アラゴアーノ・セグンダ・ジヴィゾン : 3回
  - 2007, 2009, 2013

### 国際タイトル
なし

## 歴代所属選手
- ファビオ・ロペス 2007
- レイナルド 2013-2014
- マルコス・アントニオ 2014
- キロス 2014
- エブソン 2015-2016
- ジェフェルソン・バイアーノ 2016-